# Marta Walczykiewicz
Marta Walczykiewicz (Kalisz, 1 de agosto de 1987) es una deportista polaca que compite en piragüismo en la modalidad de aguas tranquilas.
Participó en tres Juegos Olímpicos de Verano, obteniendo una medalla de plata en Río de Janeiro 2016, en la prueba de K1 200 m, el cuarto lugar en Londres 2012, en K4 500 m, y el cuarto en Tokio 2020, en K2 200 m. En los Juegos Europeos consiguió dos medallas, oro en Bakú 2015 y bronce en Minsk 2019.
Ganó trece medallas en el Campeonato Mundial de Piragüismo entre los años 2007 y 2021, y once medallas en el Campeonato Europeo de Piragüismo entre los años 2008 y 2022.

## Palmarés internacional
| Juegos Olímpicos   | Juegos Olímpicos            | Juegos Olímpicos  | Juegos Olímpicos |
| Año                | Lugar                       | Medalla           | Competición      |
| ------------------ | --------------------------- | ----------------- | ---------------- |
| 2016               | Río de Janeiro (Brasil)     | Medalla de plata  | K1 200 m         |
| Campeonato Mundial |                             |                   |                  |
| Año                | Lugar                       | Medalla           | Competición      |
| 2007               | Duisburgo (Alemania)        | Medalla de bronce | K2 200 m         |
| 2009               | Dartmouth (Canadá)          | Medalla de plata  | K1 200 m         |
| 2010               | Poznań (Polonia)            | Medalla de plata  | K2 200 m         |
| 2011               | Szeged (Hungría)            | Medalla de plata  | K1 200 m         |
| 2011               | Szeged (Hungría)            | Medalla de bronce | K1 4 × 200 m     |
| 2013               | Duisburgo (Alemania)        | Medalla de plata  | K1 200 m         |
| 2013               | Duisburgo (Alemania)        | Medalla de plata  | K1 4 × 200 m     |
| 2014               | Moscú (Rusia)               | Medalla de oro    | K1 4 × 200 m     |
| 2014               | Moscú (Rusia)               | Medalla de plata  | K1 200 m         |
| 2014               | Moscú (Rusia)               | Medalla de plata  | K4 500 m         |
| 2015               | Milán (Italia)              | Medalla de plata  | K1 200 m         |
| 2019               | Szeged (Hungría)            | Medalla de plata  | K1 200 m         |
| 2021               | Copenhague (Dinamarca)      | Medalla de bronce | K2 200 m mixto   |
| Juegos Europeos    |                             |                   |                  |
| Año                | Lugar                       | Medalla           | Competición      |
| 2015               | Bakú (Azerbaiyán)           | Medalla de oro    | K1 200 m         |
| 2019               | Minsk (Bielorrusia)         | Medalla de bronce | K1 200 m         |
| Campeonato Europeo |                             |                   |                  |
| Año                | Lugar                       | Medalla           | Competición      |
| 2008               | Milán (Italia)              | Medalla de plata  | K2 200 m         |
| 2008               | Milán (Italia)              | Medalla de plata  | K2 1000 m        |
| 2009               | Brandeburgo (Alemania)      | Medalla de bronce | K4 500 m         |
| 2010               | Corvera (España)            | Medalla de plata  | K1 200 m         |
| 2010               | Corvera (España)            | Medalla de bronce | K2 500 m         |
| 2012               | Zagreb (Croacia)            | Medalla de plata  | K1 200 m         |
| 2013               | Montemor-o-Velho (Portugal) | Medalla de oro    | K1 200 m         |
| 2014               | Brandeburgo (Alemania)      | Medalla de plata  | K4 500 m         |
| 2018               | Belgrado (Serbia)           | Medalla de oro    | K1 200 m         |
| 2021               | Poznań (Polonia)            | Medalla de bronce | K1 200 m         |
| 2022               | Múnich (Alemania)           | Medalla de bronce | K1 200 m         |